# 佐藤進 (野球)
佐藤 進（さとう すすむ、1942年11月26日 - ）は、北海道札幌郡豊平町豊羽鉱山（現札幌市南区）出身の元プロ野球選手（投手）。

## 来歴・人物
中学時代は卓球の選手。北海高校ではエース、四番打者として1960年に春夏連続で甲子園に出場。春の選抜では準決勝まで勝ち上がるが、高松商の左腕エース松下利夫（明大－四国電力）に抑えられ0-2で完封負け。高松商には山口富士雄がおり、この大会で優勝している。夏の選手権は準々決勝で静岡高に惜敗。しかし秋の熊本国体では、決勝で米子東高の宮本洋二郎に3-0で投げ勝ち初優勝を飾る。高校の1年上には荻野一雄、茅野智行がいた。
高校卒業後は、社会人野球の富士製鐵室蘭に入団。1963年の都市対抗に出場。3試合に完投勝利し決勝に進むが、積水化学に3-4で逆転負け。準優勝にとどまるが久慈賞を獲得した。同年の第5回アジア野球選手権大会日本代表（積水化学が主体）に選出されている。
大会終了後に国鉄スワローズへ入団。2年目の1964年には開幕4試合目の3月22日に先発で起用され、読売ジャイアンツから初勝利。4月14日には阪神タイガースの中井悦雄と投げ合い初完投初完封を飾る。同年は50試合に登板し10勝を挙げ、規定投球回（21位、防御率4.17）にも達した。翌1965年は13勝、1966年に12勝といずれもチーム最多の勝星を記録、1967年にも10勝を挙げ、4年連続で2桁勝利を記録した。石戸四六、村田元一らとともにチーム低迷期の投手陣を支える。特に阪神戦に強く「虎殺し」の異名があった。また打撃にも定評があり、1967年5月13日の東京球場では中日ドラゴンズの板東英二からサヨナラ本塁打を放っている。しかし1968年は不振に陥り、開幕から5連敗を喫するなど3勝に終わる。翌1969年はわずか1試合の登板にとどまった。
1970年に中日ドラゴンズへ移籍。8月24日に初先発し、阪神の江夏豊との投手戦になったが、自らのタイムリー二塁打で奪った1点を守り切り、完封勝利を飾る。しかし翌1971年は登板機会がなく、打者への転向を図る。投手登録ながら代打で9試合に出場し、7打数2安打（打率.286）の成績を残すが、同年限りで現役を引退した。
スリークォーターからスライダー、カーブ、シュート、シンカーなどの変化球を駆使し、コーナーを巧みに突くピッチングが持ち味であった。
引退後はブリヂストンスポーツ東京の販売課長となった。
温厚な人柄と風貌から、現役時代は「クマさん」の愛称で親しまれた。アナウンサーの倉持隆夫とは自宅が近所という縁があったが、倉持自身は佐藤の現役時代を余りよく知らず、同僚の越智正典から指摘を受けて改めて佐藤本人に確認したところ、佐藤の消息が明らかになったという経緯があった。佐藤の健在を知らされた時、越智や宮田統樹は本当に喜んだという。なお、佐藤によると、今日でも王貞治とも親交があるという。

## 詳細情報

### 年度別投手成績
| 年 度    | 球 団                  | 登 板 | 先 発 | 完 投 | 完 封 | 無 四 球 | 勝 利 | 敗 戦 | セ 丨 ブ | ホ 丨 ル ド | 勝 率 | 打 者 | 投 球 回 | 被 安 打 | 被 本 塁 打 | 与 四 球 | 敬 遠 | 与 死 球 | 奪 三 振 | 暴 投 | ボ 丨 ク | 失 点 | 自 責 点 | 防 御 率 | W H I P |
| -------- | ---------------------- | ----- | ----- | ----- | ----- | -------- | ----- | ----- | -------- | ----------- | ----- | ----- | -------- | -------- | ----------- | -------- | ----- | -------- | -------- | ----- | -------- | ----- | -------- | -------- | ------- |
| 1964     | 国鉄 サンケイ アトムズ | 50    | 24    | 7     | 1     | 2        | 10    | 13    | --       | --          | .435  | 829   | 192.0    | 205      | 16          | 62       | 3     | 7        | 76       | 2     | 0        | 103   | 89       | 4.17     | 1.39    |
| 1965     | 国鉄 サンケイ アトムズ | 53    | 30    | 13    | 3     | 2        | 13    | 17    | --       | --          | .433  | 964   | 237.0    | 207      | 17          | 61       | 3     | 6        | 83       | 0     | 1        | 79    | 69       | 2.62     | 1.13    |
| 1966     | 国鉄 サンケイ アトムズ | 39    | 33    | 9     | 2     | 0        | 12    | 18    | --       | --          | .400  | 938   | 231.2    | 196      | 10          | 56       | 8     | 4        | 94       | 0     | 1        | 73    | 67       | 2.60     | 1.09    |
| 1967     | 国鉄 サンケイ アトムズ | 37    | 32    | 8     | 0     | 1        | 10    | 14    | --       | --          | .417  | 841   | 197.2    | 196      | 20          | 51       | 8     | 7        | 107      | 0     | 0        | 93    | 84       | 3.82     | 1.25    |
| 1968     | 国鉄 サンケイ アトムズ | 28    | 12    | 1     | 0     | 0        | 3     | 5     | --       | --          | .375  | 361   | 84.0     | 92       | 6           | 17       | 0     | 4        | 53       | 0     | 0        | 35    | 29       | 3.11     | 1.30    |
| 1969     | 国鉄 サンケイ アトムズ | 1     | 0     | 0     | 0     | 0        | 0     | 0     | --       | --          | ----  | 12    | 3.0      | 3        | 0           | 0        | 0     | 0        | 4        | 0     | 0        | 1     | 1        | 3.00     | 1.00    |
| 1970     | 中日                   | 6     | 4     | 1     | 1     | 0        | 2     | 2     | --       | --          | .500  | 125   | 29.1     | 25       | 3           | 12       | 0     | 1        | 11       | 1     | 0        | 13    | 7        | 2.17     | 1.26    |
| 通算:7年 | 通算:7年               | 214   | 135   | 39    | 7     | 5        | 50    | 69    | --       | --          | .420  | 4070  | 974.2    | 924      | 72          | 259      | 22    | 29       | 428      | 3     | 2        | 397   | 346      | 3.19     | 1.21    |

- 各年度の太字はリーグ最高
- 国鉄（国鉄スワローズ）は、1965年途中にサンケイ（サンケイスワローズ）に、1969年にアトムズに球団名を変更

### 記録
- 初登板・初先発登板・初勝利・初先発勝利：1969年3月22日、対読売ジャイアンツ4回戦（後楽園球場）、6回2/3を9失点
- 初完投・初完封：1964年4月14日、対阪神タイガース4回戦（阪神甲子園球場）
- 初本塁打：1966年9月25日、対広島カープ24回戦（広島市民球場）、2回表に大羽進から2ラン

### 背番号
- 70 （1963年）
- 29 （1964年 - 1967年、1970年 - 1971年）
- 12 （1968年 - 1969年）